# Paren
Der Paren (russisch Парень, Паре́нь) ist ein 310 km langer Zufluss des Ochotskischen Meeres in der Oblast Magadan und in der Region Kamtschatka im Fernen Osten Russlands.

## Flusslauf
Der Paren entspringt im zentralen Osten des Rajons Sewero-Ewenski in einem Höhenzug des Kolymagebirges auf einer Höhe von etwa 1000 m. Der Fluss strömt anfangs 40 km nach Westen, bevor er scharf nach Süden abbiegt. Er fließt anschließend 150 km in überwiegend südlicher Richtung. Bei Flusskilometer 130 mündet der Utschinnei (russisch Учинней) linksseitig in den Paren. Dieser wendet sich auf seinen letzten 120 km in Richtung Ostsüdost. Bei Flusskilometer 62 befindet sich am linken Flussufer die Siedlung Werchni Paren (russisch Верхний Парень). 5 km südlich des Flusslaufs liegt der 45,3 km² große Parenskoje-See (russisch Озеро Пареньское), welcher zum Paren hin entwässert wird. Bei Flusskilometer 28 erreicht der Fluss die Region Kamtschatka. Der Paren mündet schließlich in das Westufer des Penschinabusens im äußersten Norden der Schelichow-Bucht. Etwa 9 km oberhalb der Mündung befindet sich am linken Flussufer die Siedlung Paren (russisch Парень).

## Hydrologie
Der Paren entwässert ein Areal von 13.200 km². Der mittlere Abfluss liegt bei 158 m³/s.

## Tierwelt
Das Flusssystem des Paren nutzen verschiedene Lachsfische zum Laichen, darunter Ketalachs, Buckellachs und Silberlachs. Weitere Fische im Fluss sind Äschen, Prosopium cylindraceum sowie Phoxinus, eine Gattung aus der Familie der Karpfenfische.